# アイレット
アイレット（Islet）は、2009年にウェールズのカーディフで結成されたバンドである。
メンバー全員が様々な楽器を演奏し、パートが固定されていない。曲によっては、全員がドラムを演奏することもある。ポスト・ロック、オルタナティヴ・ロック、サイケデリック・ロック、アフリカン・ビート、ノイズなどを内包した多彩な音楽性をもつ。
アイレットはアニマル・コレクティブやギャング・ギャング・ダンス、カン、ペイブメント、ディアフーフ、ゴンジャスフィ、デパートメント・オブ・イーグルスなどから影響を受けている。
アイレットは独自に配布している雑誌、「The Isness」を通して情報を発信している。

## メンバー
- ジョン・トーマス（John Thomas）
  - キーボード、ギター、ドラム、ヴォーカルなどを担当。
- マーク・トーマス（Mark Thomas）
  - ドラム、ヴォーカル、キーボード、ギターなどを担当。
- エマ・ダマン（Emma Daman）
  - ベース、ドラム、ヴォーカルなどを担当。以前はThe Victorian English Gentlemens Clubに在籍していた。
- アレックス・ウィリアムス（Alex Williams）
  - ギター、ベース、ドラム、ヴォーカルなどを担当。

## ディスコグラフィー

### アルバム
- セレブレイト・ディス・プレイス・ウィズ・ミー（Celebrate This Place With Me）

　2011年5月にリリースされた日本独自で企画されたアルバム。セレブレイト・ディス・プレイスとウィミーの曲がカップリングされている。
- イルミネイテッド・ピープル（Illuminated People）

　2012年1月にリリースされた。　
- リリースド・バイ・ザ・ムーブメント（Released By The Movement）

　2013年10月にリリースされた。　

### ミニ・アルバム
- セレブレイト・ディス・プレイス（Celebrate This Place）

　2010年7月にリリースされたミニ・アルバム。
- ウィミー（Wimmy）

　2010年10月にリリースされたミニ・アルバム。NME誌で2010年の年間ベストアルバムで32位を記録した。また、ウィミーのリード・トラックである「Ringerz」は同誌の年間ベスト・ビデオで10位を記録している。

### EP
- ディス・フォーチュン（This Fortune）

　2011年11月にリリースされた。　
- トリアンギュレイション・ステーション（Triangulation Station）

　2013年6月にリリースされた。アイレットによるPinkunoizuのリミックスも収録されている。　

## 来日公演
- 2012年1月28日、RADARS、恵比寿リキッドルーム